# Bajadären
Bajadären (tyska: Die Bajadere) är en operett i tre akter med musik av Emmerich Kálmán och libretto av Julius Brammer och Alfred Grünwald. 

## Historia
När librettisterna Brammer och Grünwald kom till Kálmán med ett textförslag till en ny operett hade de egentligen bara en rollfigur och lösryckta detaljer att presentera: något indiskt, en prins i vit turban bosatt i Paris, en blandning av maharadja och europeisk lebeman. Det räckte emellertid för Kálmán, i synnerhet som Grünwald hade en lockande titel: Bajadären. Urpremiären ägde rum den 23 december 1921 på Carltheater i Wien. Den manlige huvudrollen, prins Radjami, spelades av Louis Treumann, berömd som världens förste Danilo i Franz Lehárs operett Glada änkan. Kálmán var ingalunda främmande för den nya tidens rytmer. Det komiska paret Marietta och Napoleon dansar till exempel en shimmy, en modedans som var ny 1921 det året Kálmán komponerade musiken till Bajadären. Andra melodier var skrivna i slowfox-och foxtrotrytmer. Med tiden försvann operetten från repertoaren, delvis utkonkurrerad av nya verk. I Tyskland och Österrike spelades Bajadären fram till 1938 då nazisterna förbjöd alla verk av Kálmán. Men inte ens efter kriget upplevde verket någon anmärkningsvärd renässans.

### Svenska uppsättningar
Den 2 december 1922 hade operetten premiär både på Stora teatern i Göteborg med Naima Wifstrand i huvudrollen och Oscarsteatern i Stockholm, där Margit Rosengren gjorde samma roll. Året därpå gästade Wifstrand Oscarsteatern i en ny uppsättning av operetten.

## Roller
- Odette Darimonde
- Furst Radjami av Lahore
- Pimprinette
- Marietta La Tourette
- Louis Philipp La Tourette
- Napoleon Saint Cloche
- Greve Armand
- Teaterdirektör Trebizonde
- Överste Parker
- Fifi
- Dewa Lingh
- Furstens adjutant
- Rajahn av Punbar
- Reggie
- Odette Derimonde
- Cohen, journalist
- Mary, servitris
- Johnny, bartender
- Barchefen
- Prinsessan Odys
- Prinsessan Rao
- Prinsessan Attha
- Prinsessan Lydana
- Prinsessan Ranja
- Prinsessan Sita
- Prinsessan Rita

## Handling
Teaterdirektör d'Ouvert har den välkända sångaren Odette under kontrakt. Denna ska nu spela den ledande rollen i husets nya operett med titeln Bajadären. Vid detta tillfälle lär hedersgästen på premiären Prins Radjami också känna sångerskan. Han blir kär i henne och tänker till och med att gifta sig, även om han länge har varit förlovad hemma i sitt indiska hemland. Han bjuder in Odette att följa med honom och lovar henne att med hjälp av hans påstådda hypnotiska förmågor kommer hon att bli kär i honom och bekräfta detta skriftligen. Odette accepterar vadet och låtsas acceptera prinsens framsteg. Men hon vill bara lära honom en lektion. Prinsen fortsätter att dra ut alla stopp och ordnar till och med en bröllopsceremoni. Odette spelar med fram till näst sista ögonblicket och nobbar sedan prinsen i allra sista stund genom att vägra att samtycka till bröllopet. Prinsen är besviken. Hon har faktiskt blivit kär i honom under tiden, men erkänner inte det. Så de två försvinner i flera veckor. Slutligen använder teaterdirektören ett bråk som så småningom för samman Odette och prinsen. Förutom denna huvudhistoria finns det också en delhandling mellan Marietta, hennes man Louis Philipp och Napoleon St. Cloche. Marietta skiljs och gifter sig med Napoleon. Men senare ångrar hon detta steg igen.